# 100033 Taizé
100033 Taizé este un asteroid din centura principală, descoperit pe 9 aprilie 1991, de Freimut Börngen.